# Åstafors
Åstafors är en bebyggelse i Örsås socken i Svenljunga kommun, Västra Götalands län. SCB avgränsar här en småort från 2023.